# Traisbach (Hofbieber)
Traisbach ist einer von 16 Ortsteilen der Gemeinde Hofbieber im osthessischen Landkreis Fulda.

## Geographische Lage
Der Ort grenzt im Uhrzeigersinn im Norden beginnend an die Ortsteile Dammersbach (Stadt Hünfeld), Allmus, Wiesen und Steinhaus (Gemeinde Petersberg).
Siedlungsplätze innerhalb der Gemarkung
- Haisbach
- Liels
- Schönstadt

## Geschichte

### Ortsgeschichte
Die älteste bekannte schriftliche Erwähnung von Traisbach erfolgte unter dem Namen „Treisbaches“ im Jahr 821 im Codex diplomaticus Fuldensis.  Weitere Erwähnungen erfolgten unter den Ortsnamen (in Klammern das Jahr der Erwähnung): Treisbah (um 1090–1150) und Treisbach [Niveaukarte Kurfürstentum Hessen 1840–1861].
Als Grundherrschaft ist belegt:
- Im Jahr 821 erhält das Kloster Fulda ein Viertel des Dorfes Traisbach.
- Um 1090–1150 Besitz des Klosters Petersberg bei Fulda.

Zum 31. Dezember 1971 wurde die bis dahin selbstständige Gemeinde Traisbach auf freiwilliger Basis in die Gemeinde Hofbieber eingemeindet. Wie für alle nach Hofbieber eingegliederten Gemeinden wurde auch für Traisbach ein Ortsbezirk gebildet.

### Verwaltungsgeschichte im Überblick
Die folgende Liste zeigt die Staaten und Verwaltungseinheiten, denen Traisbach angehört(e):
- vor 1803: Heiliges Römisches Reich, Hochstift Fulda, Amt Bieberstein
- 1803–1806: Heiliges Römisches Reich, Fürstentum Nassau-Oranien-Fulda, Fürstentum Fulda, Amt Bieberstein
- 1806–1810: Kaiserreich Frankreich, Fürstentum Fulda (Militärverwaltung)
- 1810–1813: Großherzogtum Frankfurt, Departement Fulda, Distrikt Bieberstein
- ab 1816: Kurfürstentum Hessen, Großherzogtum Fulda, Amt Bieberstein
- ab 1821/22: Kurfürstentum Hessen, Provinz Fulda, Kreis Fulda[7][Anm. 2]
- ab 1848: Kurfürstentum Hessen, Bezirk Fulda
- ab 1851: Kurfürstentum Hessen, Provinz Fulda, Kreis Fulda
- ab 1867: Norddeutscher Bund,[Anm. 3] Königreich Preußen,[Anm. 4] Provinz Hessen-Nassau, Regierungsbezirk Kassel, Kreis Fulda
- ab 1871: Deutsches Reich,[8] Königreich Preußen, Provinz Hessen-Nassau, Regierungsbezirk Kassel, Kreis Fulda
- ab 1918: Deutsches Reich, Freistaat Preußen,[Anm. 5] Provinz Hessen-Nassau, Regierungsbezirk Kassel, Kreis Fulda
- ab 1944: Deutsches Reich, Freistaat Preußen, Provinz Kurhessen, Landkreis Fulda
- ab 1945: Deutsches Reich, Amerikanische Besatzungszone,[Anm. 6] Groß-Hessen, Regierungsbezirk Kassel, Landkreis Fulda
- ab 1946: Deutsches Reich, Amerikanische Besatzungszone, Hessen, Regierungsbezirk Kassel, Landkreis Fulda
- ab 1949: Bundesrepublik Deutschland, Hessen, Regierungsbezirk Kassel, Landkreis Fulda
- ab 1972: Bundesrepublik Deutschland, Land Hessen, Regierungsbezirk Kassel, Landkreis Fulda, Gemeinde Hofbieber

## Bevölkerung

### Einwohnerstruktur 2011
Nach den Erhebungen des Zensus 2011 lebten am Stichtag, dem 9. Mai 2011, in Traisbach 249 Einwohner. Darunter waren keine Ausländer.
Nach dem Lebensalter waren 51 Einwohner unter 18 Jahren, 111 waren zwischen 18 und 49, 84 zwischen 50 und 60 und 87 Einwohner waren älter.
Die Einwohner lebten in 99 Haushalten. Davon waren 21 Singlehaushalte, 30 Paare ohne Kinder und 39 Paare mit Kindern, sowie 6 Alleinerziehende und 3 Wohngemeinschaften. In 15 Haushalten lebten ausschließlich Senioren und in 72 Haushaltungen leben keine Senioren.

### Einwohnerentwicklung
- 1812: 16 Feuerstellen, 132 Seelen[2]

| Traisbach: Einwohnerzahlen von 1812 bis 2023 | Traisbach: Einwohnerzahlen von 1812 bis 2023 | Traisbach: Einwohnerzahlen von 1812 bis 2023 | Traisbach: Einwohnerzahlen von 1812 bis 2023 | Traisbach: Einwohnerzahlen von 1812 bis 2023 |
| --- | -------------------------------------------- | -------------------------------------------- | -------------------------------------------- | -------------------------------------------- |
| Jahr |                                              |                                              |                                              | Einwohner                                    |
| 1812 | 1812                                         |                                              | 132                                          | 132                                          |
| 1834 | 1834                                         |                                              | 138                                          | 138                                          |
| 1840 | 1840                                         |                                              | 147                                          | 147                                          |
| 1846 | 1846                                         |                                              | 138                                          | 138                                          |
| 1852 | 1852                                         |                                              | 151                                          | 151                                          |
| 1858 | 1858                                         |                                              | 161                                          | 161                                          |
| 1864 | 1864                                         |                                              | 146                                          | 146                                          |
| 1871 | 1871                                         |                                              | 125                                          | 125                                          |
| 1875 | 1875                                         |                                              | 126                                          | 126                                          |
| 1885 | 1885                                         |                                              | 128                                          | 128                                          |
| 1895 | 1895                                         |                                              | 136                                          | 136                                          |
| 1905 | 1905                                         |                                              | 144                                          | 144                                          |
| 1910 | 1910                                         |                                              | 148                                          | 148                                          |
| 1925 | 1925                                         |                                              | 143                                          | 143                                          |
| 1939 | 1939                                         |                                              | 137                                          | 137                                          |
| 1946 | 1946                                         |                                              | 171                                          | 171                                          |
| 1950 | 1950                                         |                                              | 197                                          | 197                                          |
| 1956 | 1956                                         |                                              | 168                                          | 168                                          |
| 1961 | 1961                                         |                                              | 164                                          | 164                                          |
| 1967 | 1967                                         |                                              | 157                                          | 157                                          |
| 1970 | 1970                                         |                                              | 161                                          | 161                                          |
| 1980 | 1980                                         |                                              | ?                                            | ?                                            |
| 1990 | 1990                                         |                                              | ?                                            | ?                                            |
| 2000 | 2000                                         |                                              | ?                                            | ?                                            |
| 2011 | 2011                                         |                                              | 249                                          | 249                                          |
| 2023 | 2023                                         |                                              | 244                                          | 244                                          |
| Datenquelle: Historisches Gemeindeverzeichnis für Hessen: Die Bevölkerung der Gemeinden 1834 bis 1967. Wiesbaden: Hessisches Statistisches Landesamt, 1968. Weitere Quellen: LAGIS; Gemeinde Hofbieber; Zensus 2011 |                                              |                                              |                                              |                                              |

### Historische Religionszugehörigkeit
| • 1885: | 128 katholische (= 100 %) Einwohner                              |
| • 1961: | 4 evangelische (= 2,44 %), 160 katholische (= 97,56 %) Einwohner |

## Politik
Für Traisbach besteht ein Ortsbezirk (Gebiete der ehemaligen Gemeinde Traisbach) mit Ortsbeirat und Ortsvorsteher nach der Hessischen Gemeindeordnung. Der Ortsbeirat besteht aus drei Mitgliedern. Bei den Kommunalwahlen in Hessen 2021 betrug die Wahlbeteiligung zum Ortsbeirat 70,19 %. Alle Kandidaten gehörten der Bürgerliste an. Der Ortsbeirat wählte Marco Leibold zum Ortsvorsteher.